# Vayana bicolor
Vayana bicolor är en skalbaggsart som beskrevs av Olivier 1789. Vayana bicolor ingår i släktet Vayana och familjen Rutelidae. Inga underarter finns listade i Catalogue of Life.